# Вобрён, Никола Ботрю-Ножан
Никола Ботрю-Ножан (фр. Nicolas Bautru-Nogent; ум. 1 августа 1675), маркиз де Вобрён — французский генерал.

## Биография
Второй сын Никола Ботрю, маркиза де Трамбле, и Мари Кулон, брат Армана де Ботрю.
В 1653 году получил роту в кавалерийском полку старшего брата. В том же году в составе войск Тюренна участвовал во взятии Вервена, осадах и взятии Ретеля и Музона, и в прикрытии осады Сен-Мену.
В следующем году под командованием того же генерала был в армии, прикрывавшей осаду Стене, участвовал в оказании помощи Аррасу, бою под его стенами, осадах и взятии Ле-Кенуа; в 1655 году Ландреси, Конде, Сен-Гилена.
В 1656 году брат передал ему свой полк. В кампанию того года был при осаде Валансьена и бою перед этим городом; в 1657 году в армии, прикрывавшей осаду Монмеди, при осаде и взятии Сен-Венана, помощи Ардру, взятии Ла-Мот-о-Буа.
18 апреля 1658 передал полк младшему брату и 24-го был назначен генерал-кампмейстером карабинеров и получил относившийся к этой должности карабинерный полк, вакантные после отставки маркиза де Ванди.
В том же году под командованием Тюренна участвовал в битве на дюнах, осадах и взятии Дюнкерка, Фюрна, Гравелина, Ауденарде, Менена, Ипра.
22 марта 1660 назначен губернатором Филиппвиля. 18 апреля 1661 продал должность генерал-кампмейстера и расформировал полк.
Лагерный маршал (15.06.1667). Был в составе корпуса, собранного у Рокруа под командованием графа де Гранпре для прикрытия шампанской границы.
Служил под командованием маршала Креки в Сен-Себастьенском лагере, в августе 1670 направлен в Лотарингию для захвата Понт-а-Муссона, Эпиналя, Шате, Лонви.
6 мая 1672 назначен в корпус графа де Шамийи, внес вклад во взятие Мазейка, Женепа, Грава. 3 апреля 1673 направлен во Фландрскую армию, участвовал в осаде Маастрихта.
Генерал-лейтенант (13.02.1674). 26-го овладел Гермесхаймом, который приказал разрушить. 24 марта получил главное командование в Эльзасе. 27 августа назначен в Рейнскую армию Тюренна, сражался в битвах при Энцхайме, Мюльхаузене и Туркхайме.
Командовал армией в отсутствие Тюренна, отправившегося ко двору после Туркхайма. В начале 1675 года, овладев несколькими крепостями, завершил изгнание противника из Эльзаса.
1 мая направлен в Германскую армию Тюренна. Был ранен при оказании поддержки одному из подразделений. После гибели Тюренна вместе с де Лоржем провел отступление французских войск, но разногласия между командующими имели пагубные последствия.
1 августа выступил на помощь Шампанскому полку, оборонявшему Альтхаймский мост. Был ранен, но провел несколько атак, держа ногу на ленчике седла. Был убит в сражении.
Поклонник изящной словесности, маркиз, как и его отец, был покровителеи Самюэля Сорбьера.

## Семья
Жена (23.03.1662): Маргерит Ботрю, дочь Гийома III Ботрю, графа де Серрана, и Мари Бертран де Лабазиньер, приходилась мужу двоюродной племянницей
Дети:
- Гийом, аббат Кормери
- Мадлен-Диана (ок. 1667—6.02.1753). Муж (23.08.1688): герцог Франсуа-Аннибаль III д'Эстре (1649—1698)